# Anasazizaur
Anasazizaur (Anasazisaurus) – wymarły rodzaj dinozaurów, ornitopoda z rodziny hadrozaurów (Hadrosauridae), przez część specjalistów postrzegany jako młodszy synonim kritozaura. Zamieszkiwał tereny dzisiejszej Ameryki Północnej nieco ponad 73 miliony lat temu.

## Historia
Skamieniałości dinozaura nieznanego dotąd nauce znalezione zostały przez Spencera Lucasa w 1977 w Nowym Meksyku, na terenie hrabstwa San Juan, w okolicy Kimbeto Arroyo, na północno-zachodnim krańcu Betonnie Tsosie Wash. Spoczywały wśród należących do basenu sedymentacyjnego San Juan skał późnokredowej formacji Kirtland, w datowanej wtedy na wczesny mastrycht (później na kampan, nieco powyżej 73 milionów lat) dolnej jej części, wedle autorów być może związanej z ogniwem Farmington, co później potwierdzono z pewnością. Kości zostały wydobyte dwa lata po odkryciu przez wyprawę terenową z Brigham Young University.
Znalezisko obejmuje czaszkę, którą skatalogowano jako BYU 12950. Opisał ją Jack Horner. Dostrzeżono unikalną budowę kości nosowych. Horner wskazywał, że tworzony przez nie łuk kończy się powyżej oczodołów, pomiędzy nimi. Paleontolog jednakże nie zdecydował się na wyodrębnienie znaleziska do nowego rodzaju. Zamiast tego przypisał je do gatunku kritozaura Kritosaurus navajovius, opisanego przez Barnuma Browna na początku XX wieku również na podstawie znaleziska z Nowego Meksyku. Argumentował za tym, wskazując na cechy połączenia kości nosowych z czołowymi, wskazujące na rozwidlone kości nosowe oraz na poszerzone skrzydło boczne kości przedczołowej dochodzące do tylnego końca kości nosowej. Rozumowanie to skrytykowali Hunt i Lucas. Zauważyli, że o ile cechy te rzeczywiście zaznaczały się u wspomnianego gatunku kritozaura, to nie stanowiły jego cech diagnostycznych. Obie obecne są też u prozaurolofa, co przyznawał wcześniej sam Horner, pierwsza z nich występuje także u zaurolofa. Nie tylko więc Hunt i Lucas podważyli zaliczenie znaleziska BYU 12950 do tego gatunku, ale też uznali Kritosaurus navajovius za nomen dubium. Rozpatrywaną czaszkę dinozaura kaczodziobego przenieśli natomiast do nowego rodzaju. Zaproponowali dlań nazwę rodzajową Anasazisaurus. Jej pierwszy człon odwołuje się do przedhistorycznych mieszkańców okolicy typowej, Anasazi. Epitetem gatunkowym postanowili uhonorować wspomnianego paleontologa Jacka Hornera, który przed nimi badał znalezisko. Jako holotyp wskazali czaszkę BYU 12950. Jako cechę diagnostyczną wskazali budowę kości nosowej, krótkiej, z grzebieniem tworzącym fałd skierowany do tyłu, nie sięgającej w tył bardziej niż do przedniego końca kości czołowych.
Nowsze publikacje po części zrewidowały wiedzę na temat Anasazisaurus. Przede wszystkim datują dolną formację Kirtland na kampan, nie na wczesny mastrycht. Kolejni autorzy albo uznawali pogląd Hornera, mając Anasazisaurus horneri za młodszy synonim Kritosaurus navajovius, albo też popierali jego kreatorów, widząc w nim odrębny takson. W 2000 ukazał się przegląd hadrozaurów z basenu San Juan, zawierający pierwsze zdjęcie domniemanego holotypu Anasazisaurus. Autor przeglądu, Williamson, podtrzymał starszy pogląd Hornera, uznając zarówno Anasazisaurus, jak i Naashibitosaurus za młodsze synonimy Kritosaurus navajovius. Z tego poglądu zrezygnował jednak sam Horner, w 2004 w The Dinosauria przyjmując pogląd kreatorów Anasazisaurus i istnienie nazwanego na własną cześć gatunku. Podobny pogląd przyjęli Lucas i inni w 2006. Jednak Prieto-Márquez w 2014 znowu powrócił do poglądu jakoby Anasazisaurus był młodszym synonimem Kritosaurus. Pisze, że ich holotypy są od siebie nieodróżnialne. Zatrzymuje się jednak na poziomie rodzaju i wyróżnia w rodzaju Kritosaurus dwa gatunki: K. navajovius i K. horneri.

## Systematyka

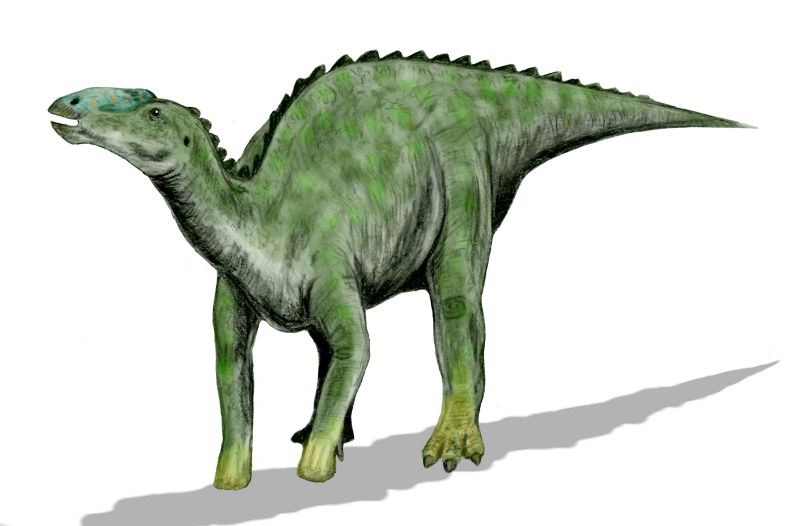
Anasazisaurus był bliskim krewnym bądź młodszym synonimem widocznego powyżej kritozaura

Anasazisaurus zaliczony został do rodziny hadrozaurów. Rodzina ta zalicza się do rzędu dinozaurów ptasiomiednicznych, infrarzędu ornitopodów, grup Iguanodontia, Styracosterna, Ankylopollexia, w końcu zaś Hadrosauriformes i Hadrosauroidea, definiowanych jako taksony bliższe parazaurolofowi lub hadrozaurowi (zależnie od autora) niż iguanodonowi. W ich obrębie rodzinę kaczodziobych określa się szerzej jako klad pochodzący od ostatniego wspólnego przodka telmatozaura i wspomnianego już parazaurolofa bądź węziej jako grupę łączącą Hadrosaurinae i Lambeosaurinae (zwaną również Euhadrosauria). Tak czy inaczej w rodzinie Hadrosaurinae rozróżnia się te dwie podrodziny. Anasazisaurus należy do Hadrosaurinae, czyli Saurolophinae. Biorąc pod uwagę jego bliskie pokrewieństwo z kritozaurem, do którego to rodzaju bywa zaliczany, w obrębie podrodziny Saurolophinae należy do plemienia Kritosaurini. Niektórzy autorzy, jak Prieto-Márquez, zaliczają go nawet do rodzaju Krotisaurus, biorąc miano Anasazisaurus za młodszy synonim kritozaura, podczas gdy inni zachowują go w odrębnym rodzaju.

## Paleoekologia
Pozostałości zwierzęcia znaleziono w dolnej formacji Kirtland, ogniwo Farmington, w skałach liczących ponad 73 miliony lat, czyli kampańskich.
W dolnej formacji Kirtland prócz Anasazisaurus odnaleziono także nieokreślone bliżej pozostałości kaczodziobego parazaurolofa, ceratopsa pentaceratopsa. Ojoceratops i niezidentyfikowane bliżej ich szczątki, pachycefalozaury Stegoceras, ankylozaury w postaci prawdopodobnie euoplocefala i nieokreślonych bliżej skamieniałości, a później także nodocefalozaura i Ahshislepelta, zauropoda alamozaura, dinozaury drapieżne albertozaura, Aublysodon, strutiomima i ornitomima, zaurornitolesta i nieokreślonego bliżej dromeozauryda, a także ślady zębów daspletozaura na miednicy ceratopsa, pterozaura Navajodactylus, krokodyle Goniopholis, Brachychampsa, Leydyosuchus i być może Thoracosaurus, żółwie z rodzajów Baena, Boremys, Neurankylus, Thescelus, Adocus, Basilemys, Aspideretes, Plastomenus, Platypeltis, wieloguzkowce Mesodma i cf. Meniscoessus, torbacza Alphadon, a także ryby chrzęstne z rodzin Squatirhinidae i Dasyatidae (Myledaphus) oraz ryby kostne Amiidae (prawdopodobnie Amia, Melvius) i Lepisoteidae (Atractasteus).